# Leopoldo Díaz
Leopoldo Díaz (Chivilcoy, Argentina, 1862-Buenos Aires, 1947) fue un poeta, abogado y diplomático argentino. Uno de los impulsores del movimiento modernista en la poesía. Fue académico de número de la Academia Argentina de Letras, donde ocupó el sillón n.º 10: «Carlos Guido y Spano».

## Obras
- Fuegos fátuos (1885)
- Sonetos (1888)
- La cólera del bronce en la batalla (1894)
- Bajo relieves (1895)[4]
- Byron (1895)
- Poemas (1896)
- Traducciones (1897)
- Las sombras de Hellas (1902)
- Atlántida conquistada (1906)
- Las ánforas y las urnas (1923)
- El sueño de una noche de invierno (1928)